# بستک
بَستَک، شهری است در غرب استان هرمزگان ایران و مرکز شهرستان بستک که در فاصله ۲۵۰ کیلومتری غرب بندرعباس، ۴۶۰ کلیومتری جنوب شرقی شیراز و ۱۲۰ کیلومتری جنوب لار قرار دارد. این شهر تاریخی در گذشته مرکز حکومت جهانگیریه بوده است. مردم بستک از فارس‌های لارستانی (اچمی) هستند و به گویش بستکی از زبان لارستانی (اچمی) سخن می‌گویند که از دسته زبان‌های ایرانی جنوب غربی و بازمانده فارسی میانه است.
این شهر تا سال ۱۳۳۴ جزءاستان فارس بوده است.
بستک پیشینه تاریخی و سیاسی طولانی دارد.
دارای بیش از دویست روستا بوده، که در سال ۱۳۶۴ بخش وسیعی از روستاهای منطقه‌ای به نام روئیدر از بستک جدا شد و به بخش خمیر پیوند دادند و در سال ۱۳۷۰ تعدادی دیگر از روستاها در حوالی لمزان از بستک جدا شدند.
از اقسام خوردنی‌های سنتی منطقه بستک و بخش‌های آن مهوه است که در جنوب ایران شهرت فراوانی دارد. بعضی آن را مهیاوه نیز می‌نامند.
مظاهر عرفان و تصوف در شهرستان بستک به وفور دیده می‌شود که این خود نشانه رایج بودن زهد و تقوا میان مردمان این شهرستان و مناطق اطراف بوده است. صوفیان بستک بسیار بوده‌اند.

## محدوده شهر بستک
شهر بستک محدود است از شمال به کوه گاه‌بست (گاوبست)، از جنوب به کوه گچ، از مشرق به کوه هرمزان (هرمیزان) و از سمت مغرب به فرودگاه بستک و برد اکالی BARDAKALI و پشته پتنگ، محدود می‌شود. مساحت بستک، ۴۶ کیلومتر مربع، و ارتفاع آن از سطح دریا ۴۸۵ متر است.

## پیشینه تاریخی
داستان‌ها و روایت‌های محلی که سینه به سینه نقل شده حکایت از آن دارد که منطقه بستک حداقل تا قرن ۴ و ۵ ه‍.ق جایگاه و مأمن زرتشتیانی بوده که بعد از حمله اعراب مسلمان به‌ایران، در این منطقه ساکن بوده‌اند. در زبان محلی به‌این زرتشتیان «گبر» یا گور گفته می‌شد.
دلایل و قراینی وجود دارد که دال بر قدمت منطقه بستک و حضور زرتشتیان در این منطقه است از جمله آنها می‌توان به وجود آثار و بناها و قنات‌های قدیمی اشاره کرد که به قلعه گبری‌ها، چاه‌ها و قنات‌های گبری معروف هستند، همچنین وجود اسامی برجای مانده در این منطقه مانند گری سَسین در جنوب شرقی بستک حکایت از قدمت این منطقه دارد که گری همان گریوه لغت پهلوی است که به معنای گردنه و پشته سسن مخفف کلمه ساسان است که روی هم رفته به معنای گردنه ساسان است.
دخمه‌ها یا به گویش بستکی دهمه در شمال بستک و زیر کوه گاوبست و سکوهای آن جا که محل قرار دادن و گذاشتن مردگان بر روی آن‌ها بوده و نیز همچنین وجود خطوط موجود بر روی سنگهای قدیمی در تنگ پی در کوه گاوبست که شبیه خطوط پهلوی و میخی قبل از اسلام است و نیز نقاشی‌های قدیمی موجود در غارهای این کوه نشان دهنده این قدمت است.

## جمعیت
بر پایه سرشماری عمومی نفوس و مسکن در سال ۱۳۹۵ جمعیت شهر بستک ۸۰٬۴۹۲ نفر (۲۱٬۶۸۴ خانوار) که از این میان ۴۱٫۰۹۵ نفر آنها مرد و ۳۹٫۳۹۷ آنفر آنها زن بوده است.

## فرهنگ و معماری بستکی در کرانه‌های خلیج فارس
فرهنگ و معماری بستک با توجه به کوچ‌ها و مهاجرت‌های مردمان منطقه به امارات متحده عربی، افزون بر شکل‌دادن محله‌ای به نام بستکیه در دبی، به عنوان یک الگوی فرهنگی با روندی نامحسوس و آرام و به تدریج به یکی از نمادهای هویت بومی در امارات تبدیل شده است.
شهر بَستَک در جنوب ایران و در فاصله‌ای نزدیک به بندرلنگه، در زمان‌های نه چندان دور، نقش مهمی در فرهنگ کرانه‌های خلیج فارس داشت. اهمیت فرهنگی، مذهبی و بازرگانی آن در سده‌های گذشته، نوعی نقش مرکزی برای این شهر در منطقه ایجاد نمود و معماران این شهر با حضور در مناطق پیرامون، شیوه معماری خود را فراتر از محدوده بستک، تا بندرلنگه و بسیاری از کرانه‌های شمالی و جزایر خلیج فارس گسترش دادند. از سال ۱۸۹۰ م. به بعد، و هم‌زمان با مهاجرت گستردهٔ بازرگانان بستکی ایران به دبی، محله‌ای با بافتی خاص و هماهنگ برای سکونت آنان، به دست معماران بستکی بناشد و به‌یاد بستک ایران، البستکیه نام گرفت. این محله اگرچه به عنوان میراث فرهنگی دبی، در تبلیغات دولتی امارات معرفی می‌شود، اما بنا به شواهد ارائه شده در پژوهش‌های مهندس فریدن فراهانی، نمونه آشکاری از خلاقیت و هنر معماران بستکی در کرانه‌های جنوبی خلیج فارس است. افزون بر اینکه ردپای تأثیر معماری بستکی در آن‌سوی خلیج فارس، تنها محدود به بستکیهٔ دبی نیست و باید از شیوهٔ معماری بستکی به عنوان سبکی فراگیر و مهم در دوسوی خلیج فارس یاد کرد.

## مهاجرت بازرگانان بستکی و تأسیس بستکیه در دبی
محلهٔ بستکیه در سال ۱۸۹۰ میلادی توسط بستکی‌های مهاجر تأسیس شده است.
مصالح ساختمان خانه‌های محلهٔ بستکیه از سنگ‌های مرجانی که از دریا بیرون می‌آوردند و گچ و آهک بوده است، در قسمت‌هایی از این بناها گاهی از ساروج نیز استفاده شده است.. همچنین در و پنجره آن‌ها از چوب‌های قیمتی «ساج» و «تیک» و دیگر چوب‌های گران‌قیمت که از هند و مومباسا وارد می‌شد ساخته بودند، همچنین تزیینات و دکورهای دیواری از گچ و شیشه‌های رنگارنگ ساخته بودند. در بالای خانه‌شان برجهایی هوایی ساخته بودند برای تهویه خانه‌ها که آن را «اَلبَراجـِیل» می‌نامند؛ که تلفظ عربی واژهٔ بادگیر فارسی است.
در بیرون خانه‌ها به هم چسبیده یا به هم نزدیک هستند و کوچه‌های تنگ و باریک میان خانه‌ها فاصله انداخته است،
به‌طوریکه در بیشتر اوقات روز اطراف خانه‌ها سایه بندان است، کوچه‌های تنگ و باریک در سرعت افزودن باد نقش مهمی دارند در محلهٔ بستکیه.
«محلهٔ بستکیه» یکی از مناطق مهم گردشگری و تاریخی امارت دبی می‌باشد.
تمام ساختمان خانه‌های «محلهٔ بستکیه» با گچ سفیدکاری شده است.
در و پنجره‌ها از چوب و الوارهایی که از خارج و بعضی هم که در محل خود ساخته‌اند به کار رفته است.

## نگارخانه

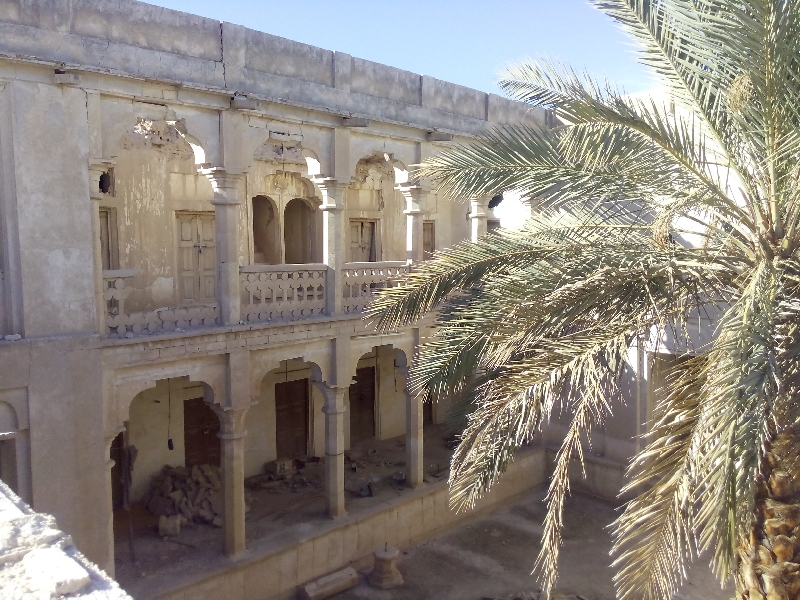
عمارت تاریخی کاظم

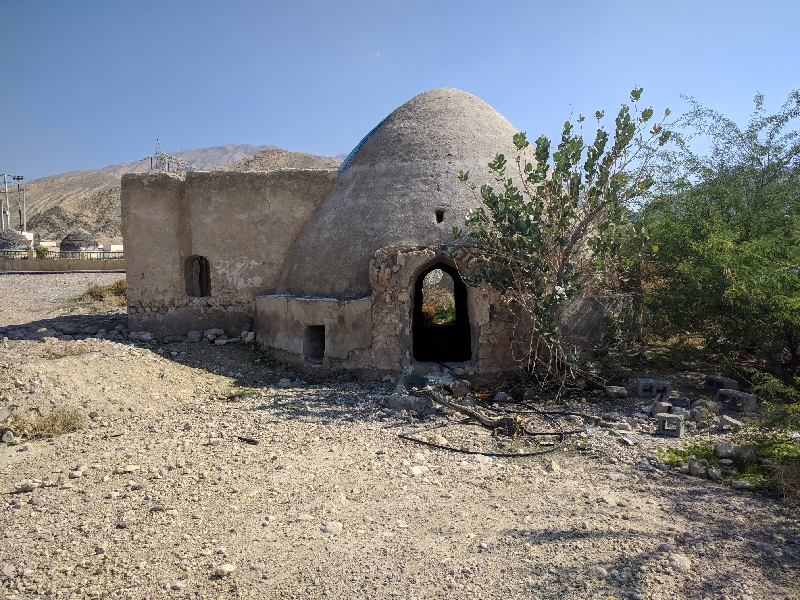
آب انبار تاریخی الفتح خان

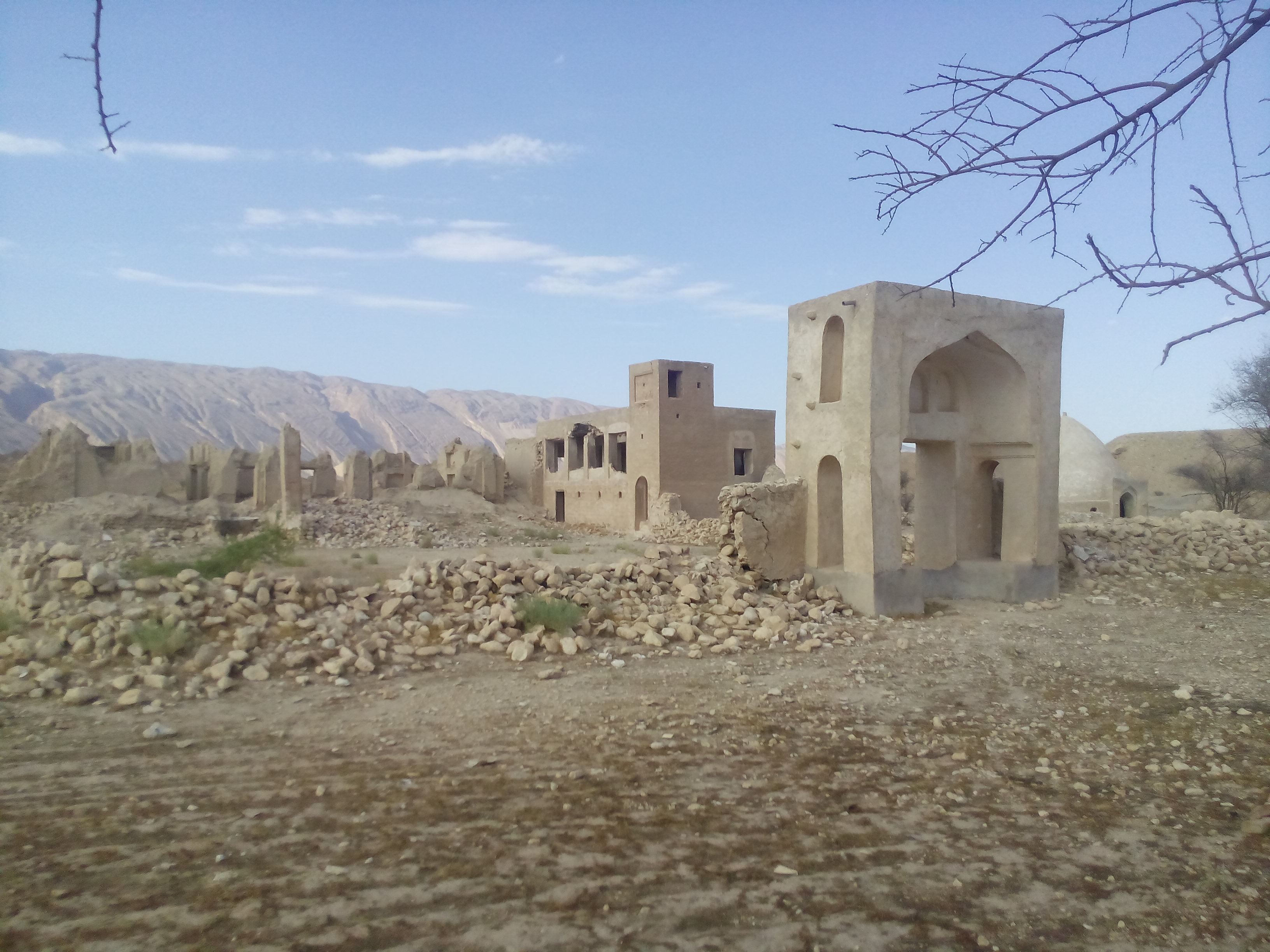
بٓنگٓلهٔ کِریکی بستک

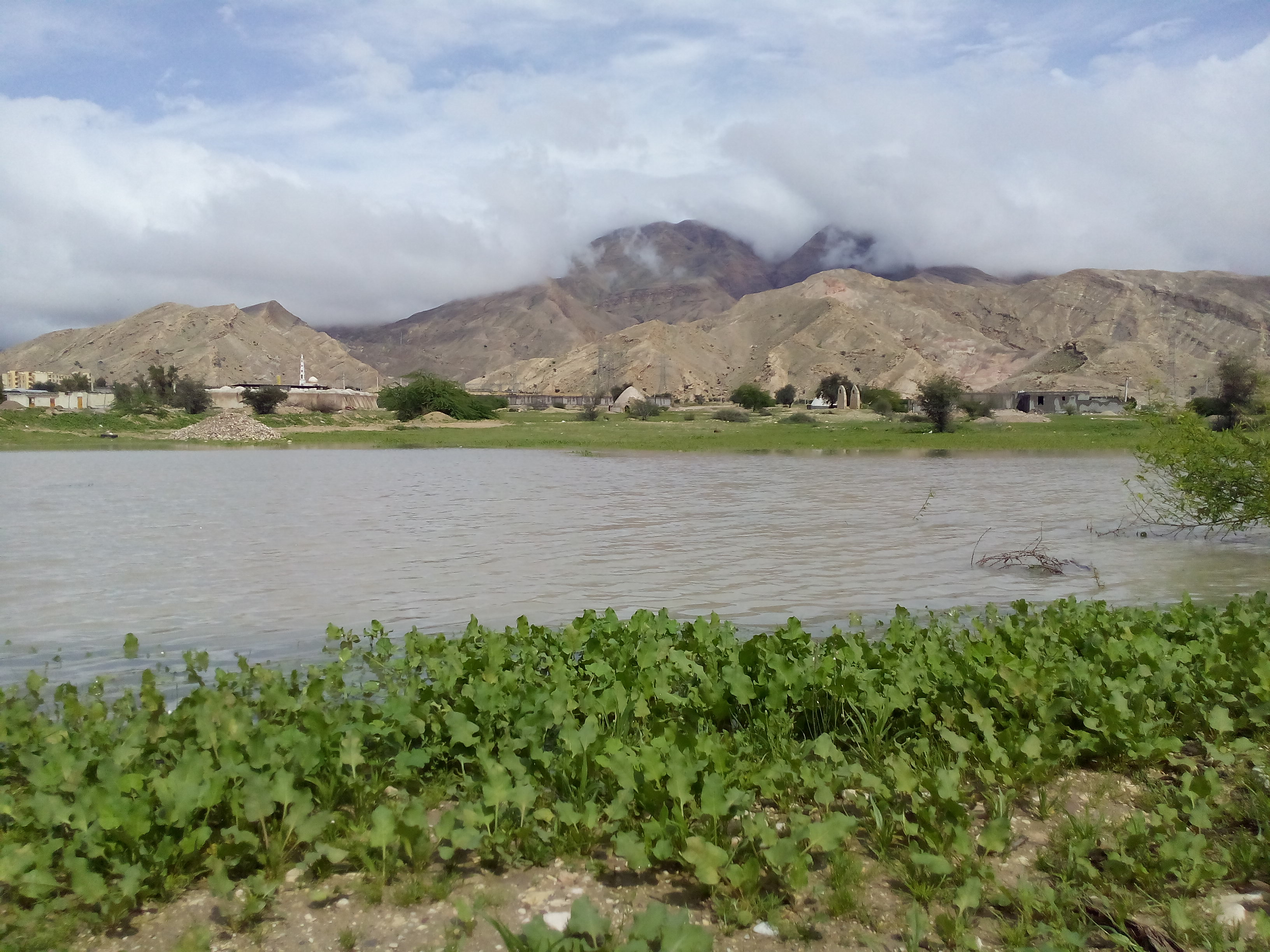
منظره ای از بستک در یک روز ابری و بارانی

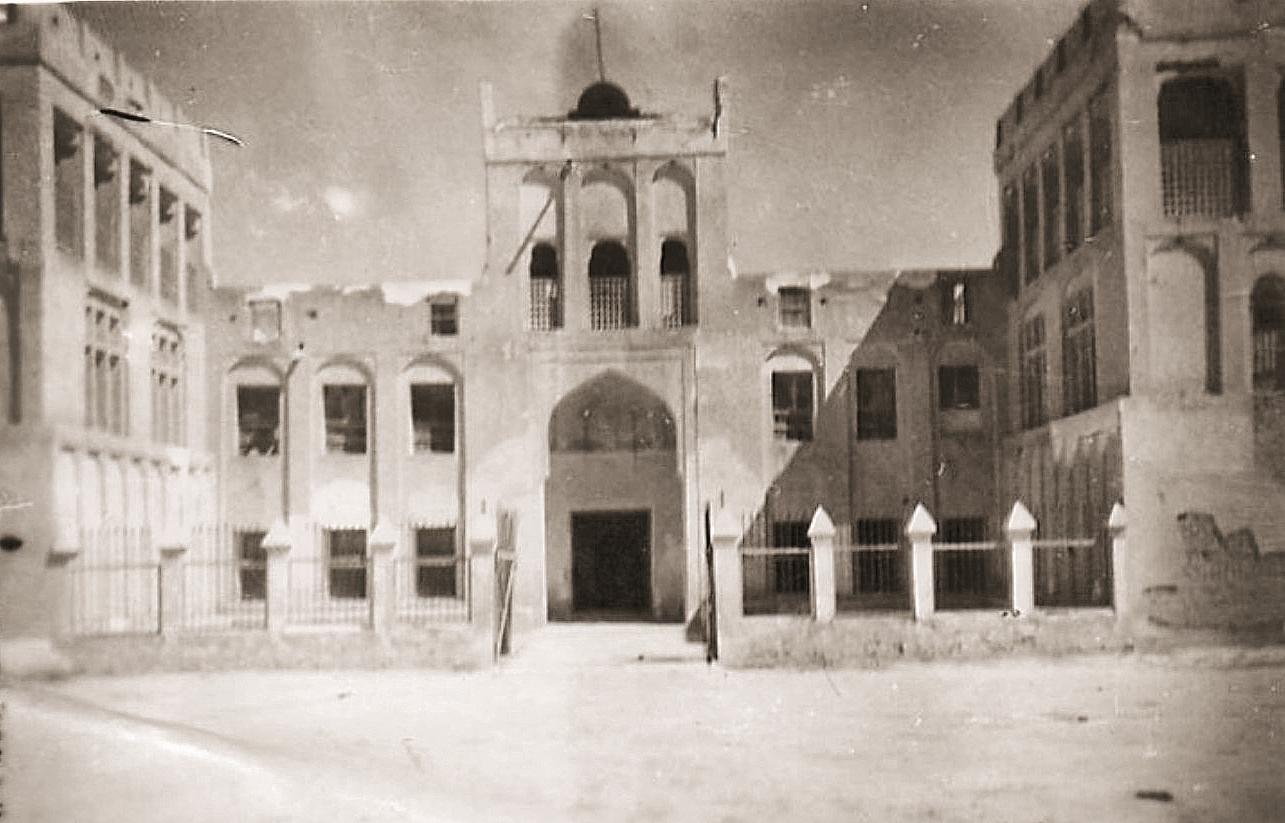
قلعه تاریخی خان بستک

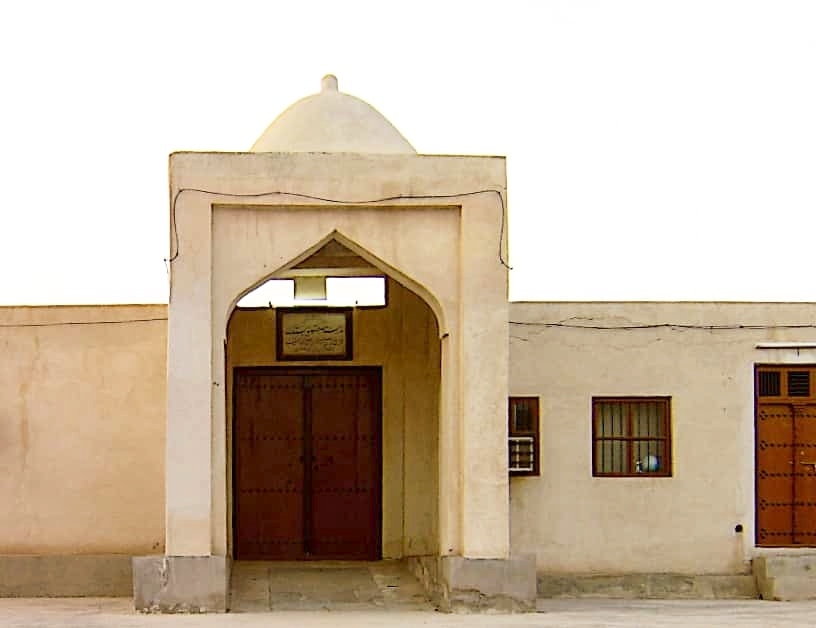
مدرسه تاریخی و ماندگار مصطفویه بستک

## آثار تاریخی شهر بستک[۱۲][۱۳]
| # | نام                         | تصویر          | قدمت                  | تاریخ ثبت  | شمارهٔ ثبت | موقعیت                                                                                     | توضیحات |
| - | --------------------------- | -------------- | --------------------- | ---------- | --------- | ------------------------------------------------------------------------------------------ | ------- |
|   | بازار بستک                  | بارگذاری تصویر | قاجاریه               | ۱۳۷۹-۰۸-۱۶ | ۲۸۲۸      | داخل شهربستک، خ امام                                                                       |         |
|   | مسجد جامع بستک              | بارگذاری تصویر | قاجاریه               | ۱۳۸۱-۰۷-۰۷ | ۶۱۰۷      | بستک، خیابان مسجد جامع                                                                     |         |
|   | مدرسه مصطفویه               |                | قاجاریه ـ اوایل پهلوی | ۱۳۸۱-۰۷-۰۷ | ۶۱۰۸      | بستک، محل تقاطع خیابان امام خمینی و خیابان مصطفویه                                         |         |
|   | آرامگاه شیخ احمد شیخ راشد   | بارگذاری تصویر | پهلوی (۱۳۱۰ ه‍.ش)       | ۱۳۸۱-۰۷-۰۷ | ۶۱۰۹      | بستک، بلوار نیروی هوایی                                                                    |         |
|   | قلعه خان بستک               |                | قاجاریه               | ۱۳۸۱-۰۷-۰۷ | ۶۱۱۰      | بستک، ضلع شرقی میدان دفاع مقدس، جنب مدرسه مصطفویه                                          |         |
|   | مسجد بن نادار               | بارگذاری تصویر | اواخر قاجار           | ۱۳۸۱-۰۷-۰۷ | ۶۱۱۲      | بستک، خیابان امام خمینی، جنب بازار مدنی                                                    | {       |
|   | کاروانسرای الفتح‌خان         | بارگذاری تصویر | صفویه ـ قاجار         | ۱۳۸۲-۱۱-۲۷ | ۱۰۹۲۶     | بخش مرکزی، ۱۵ کیلومتری شمال شرق بستک، مسیر جاده بستک، لار، روستای فتویه                    |         |
|   | آسیاب کریکی                 |                | قاجاریه ـ پهلوی اول   | ۱۳۸۴-۱۲-۲۴ | ۱۵۳۵۷     | بخش مرکزی، منطقه کریکی، حدود ۳ کیلومتری غرب بستک                                           |         |
|   | برکه کریکی بستک             |                | قاجاریه ـ پهلوی       | ۱۳۸۴-۱۲-۲۴ | ۱۵۳۵۸     | بخش مرکزی، ۳ کیلومتری غرب بستک، منطقه کریکی، جنب بنگله کریکی                               |         |
|   | اشکفت آهو بستک              | بارگذاری تصویر | نوسنگی                | ۱۳۸۴-۱۲-۲۴ | ۱۵۳۵۹     | کوه گاوبست، ۴–۵ کیلومتری شمال شهر بستک                                                     |         |
|   | برکه شیخ بستک               |                | قاجاریه               | ۱۳۸۴-۱۲-۲۴ | ۱۵۳۶۰     | شهربستک، میدان معلم، ضلع جنوبی میدان معلم، انتهای خ کاروانسرا                              |         |
|   | برکه یوسف خان               | بارگذاری تصویر | قاجاریه               | ۱۳۸۴-۱۲-۲۴ | ۱۵۳۶۱     | شهربستک، میدان معلم، خ کاروانسرا، شمال غربی کاروانسرا                                      |         |
|   | برکه آقا احمد بستک          |                | زندیه تا پهلوی        | ۱۳۸۴-۱۲-۲۴ | ۱۵۳۶۳     | شهربستک، خ مصطفویه، انتهای محله خوانین، جنب مسجد بی بی لطیفه                               |         |
|   | گاوچاه کاظم بستک            |                | صفویه تا پهلوی        | ۱۳۸۴-۱۲-۲۴ | ۱۵۳۶۵     | شهربستک، خ کاروانسرا، پایین‌تر از کاروانسرا، جنب برکه شیخ یوسف                              |         |
|   | برکه کاروانسرا              | بارگذاری تصویر | صفویه تا قاجاریه      | ۱۳۸۴-۱۲-۲۴ | ۱۵۳۶۶     | شهربستک، میدان معلم، ضلع شرقی خ کاروانسرا، غرب کاروانسرا                                   |         |
|   | برکه حاجی محمد رشید         |                | قاجاریه ـ پهلوی       | ۱۳۸۴-۱۲-۲۴ | ۱۵۳۶۷     | شهربستک، میدان معلم، پشت اداره جهاد کشاورزی                                                |         |
|   | برکه شیخ محمد شیخ عبدالهادی | بارگذاری تصویر | قاجاریه               | ۱۳۸۴-۱۲-۲۴ | ۱۵۳۷۰     | شهربستک، خ کمربندی، خ دانشگاه، روبروی آلومینیوم سازی شعیب                                  |         |
|   | برکه شیخ یوسف               | بارگذاری تصویر | قاجاریه               | ۱۳۸۴-۱۲-۲۴ | ۱۵۳۷۱     | شهربستک، ضلع جنوب شرقی میدان معلم، ضلع شرقی خ کاروانسرا، جنوب کاروانسرا                    |         |
|   | برکه شیخ محمد خان           | بارگذاری تصویر | قاجاریه               | ۱۳۸۴-۱۲-۲۴ | ۱۵۳۷۲     | شهربستک، م مصطفویه، پشت پمپ بنزین، پشت اداره پست قدیم                                      |         |
|   | بنگله کریکی                 |                | قاجاریه ـ پهلوی اول   | ۱۳۸۵-۰۳-۱۷ | ۱۵۳۹۱     | شهربستک، سراه جاده اصلی بستک به لنگه، منطقه کریکی، حدود ۳ کیلومتری غرب بستک                |         |
|   | آرامگاه سید تاج‌الدین منصور  | بارگذاری تصویر | صفویه                 | ۱۳۸۵-۰۳-۱۷ | ۱۵۳۹۲     | شهر بستک، م شوری، خ امام خمینی، پشت بانک ملی شعبه مرکزی                                    |         |
|   | خانه کاظم بستک              |                | قاجاریه               | ۱۳۸۵-۰۳-۱۷ | ۱۵۴۰۰     | شهر بستک، ضلع شرقی خ امام خمینی، محله اوزیها، روبروی دبستان و مدرسه راهنمایی دخترانه نبوت  |         |
|   | حمام خانی بستک              |                | قاجاریه               | ۱۳۷۷-۱۲-۰۳ | ۲۲۱۱      | شهر بستک روبروی دبستان مصطفویه ۲۷°۱۱′۵۲″شمالی ۵۴°۲۲′۱۷″شرقی / ۲۷٫۱۹۷۸۸°شمالی ۵۴٫۳۷۱۴۱°شرقی |         |
|   | کاروانسرای بستک             |                | قاجاریه               | ۱۳۷۷-۱۲-۰۳ | ۲۲۳۳      | شمال شرقی بستک نزدیک شهر                                                                   |         |

## آموزش و پرورش در بستک
مدرسه مصطفویه بستک اولین مدرسه مدرن و مجهز در سال ۱۳۰۲ خورشیدی توسط یک بازرگان بستکی، ساکن بمبئی هندوستان به نام شیخ مصطفی عبداللطیف ساخته
و به تمام امکانات مورد نیاز آن زمان تجهیز و شروع به بکار کرد.
شیخ مصطفی مدیر و معلمان با تجربه استخدام نمود.
مولوی عبدالله مدیر مدرسه اهل هندوستان فوق لیسانس ادبیات و ریاضیات بود.
پنج معلم به نامهای: شیخ اویس قرنی معلم کلاس اول و پیش دبستانی، سید محمد آل عبایی کلاس دوم و معلم خط، شیخ احمد مدنی کلاس سوم، شیخ شافعی شیخ‌زاده کلاس چهارم، سید عبدالرحمن آل عبایی کلاس پنجم، و مولوی علاوه بر مدیر، معلم کلاس ششم نیز بود. و فراش مدرسه شیخ عبدالرحمن که بعد معروف به شیخ عبدالرحمن فراش شد.
کلیه حقوق معلمان توسط شخص شیخ مصطفی تأمین می‌شد و هزینه تحصیل دانش آموزان رایگان بود. کتاب، لوازم التحریر و سالی یک دست کت شلوار رایگان به دانش آموزان می‌دادند که همه با هزینه شخصی شیخ مصطفی بود.
از سال ۱۳۰۲ تا ۱۳۰۴ خورشیدی که مدرسه مصطفویه در حال ساخت بود، به مدت دو سال به پیشنهاد و با خرج شیخ مصطفی در مدرسه دینی شیخ عبدالرحمن سلطان العلماء بستکی که تعطیل بود تدریس می‌گردید.

## دانشمندان نویسندگان شعراء و مشاهیر شهر بستک
- سلطان العلماء بستکی: سلطان العلماء بستکی شیخ الاسلام حاجی شیخ عبدالرحمن ملا یوسف ملقب به سلطان العلماء از طایفه مادال بستک که تحصیلات خود را در مدرسه دینی کوهیج وسپس جامع الازهر مصر بانجام می‌رساند صولت الملک حاکم بستک احترام و علاقه فوق‌العاده بوی داشت و لقب سلطان العلمائی را شخصاً از دربار شاهی برای وی گرفته است. سلطان العلماء مدتی در بستک مفتی جماعت و مدرس مدرسه دینی بوده تا اینکه در سال ۱۳۲۷ هجری قمری از بستک به بندرلنگه نقل مکان کرده و مدرسه دینی در آنجا تأسیس و به تعلیمات علوم عربیه پرداخت و در سال ۱۳۵۹ هجری قمری در بندر لنگه وفات کرد.[۲][۳]
- محمد امین شکرالله: محمد امین شکراللهی ریاضی‌دان ایرانی اهل بستک که در زمینهٔ ریاضیات محاسباتی، نظریه کدگذاری و نظریه پیچیدگی محاسباتی کار می‌کند.[۱۴] او استاد دانشکده علوم کامپیوتر و اطلاعات و دانشکدهٔ ریاضی دانشگاه EPFL سوییس است.[۱۵] شهرت وی بیشتر به خاطر کارش بر روی روش‌های تکراری (iterative) رمزگشایی بر مبنای گراف است که به خاطر آن جایزه مقاله نظریه اطلاعات آی‌تریپل‌ای را در سال ۲۰۰۲ (به همراه چند تن دیگر) دریافت نمود.[۱۶] وی چندین کلاسِ کد جدید نیز ابداع نموده است.[۱۷][۱۸] به خاطر این دست‌آوردها وی همراه با میشائیل لابی جایزه اریک سامنر آی‌تریپل‌ای در سال ۲۰۰۷[۱۹] و نیز مدال ریچارد همینگ آی‌تریپل‌ئی در سال ۲۰۱۲ را دریافت نمود. وی همچنین در سال ۲۰۱۷ جایزه ۵۰۰ هزار دلاری «مصطفی» را که «نشان عالی علم و فناوری جهان اسلام» خوانده شده، در مراسمی در تالار وحدت تهران دریافت کرد.[۲۰] علت اعطای جایزه، ابداع کد رپتور عنوان شد. این کد که در سال ۲۰۰۱ توسط وی معرفی شده، در شبکه‌های اطلاعاتی به کار گرفته می‌شود و چند سال پیش توسط شرکت کوال کام خریداری شد و در حال حاضر در سطح جهانی به کار گرفته شده است.[۲۱]
- شیخ عبدالقادر بستکی: شیخ عبدالقادر فرزند شیخ حسن بستکی در سال ۱۰۵۰ یا به قولی ۱۰۵۲ هجری قمری در قصبهٔ بستک دیده به جهان گشود علاوه بر پدر که مردی فاضل و عارف بود، مادرش فاطمه نیز از خاندان (عبادت) نام داشت و دختر شیخ عبادالله انصار عماده دهی زنی فاضله و عفیفه و صاحب خط نیکو و حافظ قرآن بوده است. شیخ عبدالقادر تحصیلات خودرا در دارالعلم شیراز و مکه و مدینه و مصر انجام داده وبا اخذ طریقت از مشایخ آنجا به بستک مراجعت می‌کند باساختن مسجد و مهمانسرا در جنب خانه مسکونی مریدان و طلاب و مشایخ را به گرد خود جمع نمود. بستک که آنروز از سه دهکده به صورت سه محله در نزدیکی هم و در محل فعلی تشکیل می‌شده به‌وسیله شیخ به صورت یک قصبه دارالعلم درآمد. پس از مدتی چون منطقه لارستان مورد تبلیغات مبلغین شیعه قرار گرفته و شیخ هم اذیت می‌بیند لاجرم به مکه و مدینه مهاجرت می‌نماید. در این سفر شیخ عبدالقادر با شیخ حسن مدنی که از مشاهیر طریقت و ساکن مدینه منوّره بوده ملاقات و از وی برای مسافرت به ایران و بنادر و سواحل خلیج فارس دعوت می‌نماید وخود باتفاق برادرانش مجدداً به بستک مراجعت نموده و در آستانه سیف‌الله قتال در عماده ده معتکف و عزلت اختیار می‌نماید. پس از مدتی شیخ بر اثر اصرار مریدان مجدداً به بستک مراجعت نموده و این بار چون گرفتاری مردم را در اثر نبودن غله و وسائل زندگی مشاهده می‌کند مردم را به حفر چاه‌های آب و قنوات و اقدام به زراعت و پرورش حیوانات راهنمائی می‌نماید نوعی سیستم زراعت دسته جمعی که به نام «حراسه‌بندی» در بستک مشهور است از ابتکارات شیخ عبدالقادر است بدین ترتیب بستک رو به آبادانی گذاشت و جمعیت آن افزوده گشت. شیخ عبدالقادر در آخر عمر تصمیم به تجرد و اعتکاف مطلق می‌گیرد در آخرین روز جمعه پس از نماز خطبهٔ بلیغی ایراد و ترتیب امور مردم را می‌دهد واداره آنهارا بین فرزندان و برادران تقسیم نموده در سال ۱۱۳۵ از بستک خارج گشته و در گچویه از دهات فرامرزان می‌رود و مدت یک سال آخر عمر را در مسجد آنجا گذرانیده است.[۲][۳]
- محمد اعظم بنی عباسیان: محمد اعظم خان بنی عباسیان آخرین خان متنفذ بستک فرزند محمد رضا خان (سطوت الممالک). زاده ۱۲۸۳ خورشیدی بستک. درگذشت ۱۳۴۶ خورشیدی (۶۳ سالگی). وی از تاریخ قرن اخیر لارستان و بنادر و جزایر خلیج فارس و وقایع آن اطلاعات ذی‌قیمتی داشته است که ثمره آن تألیف کتاب تاریخ جهانگیریه و بنی عباسیان بستک است. محمد اعظم خان با ادبیات عربی و فارسی آشنایی کامل داشته است و یادداشت‌های متفرقه در موضوعات مختلف تهیه کرده بوده است.[۳]
- غیرت بستکی: محمد علی غیرت، فرزند محمد حسن‌زاده ۱۳۰۱ خورشیدی بستک. از شعراء معروف منطقهٔ بستک، هرمزگان در جنوب ایران، متخلص به غیرت بستکی. درگذشته: شهر بستک، چهارم تیرماه ۱۳۷۲ خورشیدی. غیرت از سرسوز و درد و عشق شعر گفته است. قالب شعرش مثنوی، غزل، قصیده، قطعه و دوبیتی است، که به زبان فارسی و گویش بستکی سروده است.[۱][۲۲]
- شیخ حسن مدنی
- یوسف خان
- یوسف هادی
- مصطفی قلی عباسی
- شیخ مصطفی روستا
- محمود خوشکام
- شیخ مصطفی عبداللطیف: مؤسس مدرسهٔ دبستان و دبیرستان مصطفویه
- علی اکبر پیام بستکی
- شیخ محمد نور مدنی
- معماران بستک: استاد محمدشریف معمار (سازنده بسیاری از بناهای باستانی منطقه) و پسرانش استاد محمد معمار و استاد محمدصالح معمار از برجسته‌ترین معماران بستک و جهانگیریه و از بنیانگذاران سبک معماری بستکی بودند. آثار این خانواده در جنوب ایران و کشورهای حاشیه خلیج فارس بنا شده‌اند. این خانواده خود صاحب سبک بودند و حرفهٔ معماری از سالیان بسیار دور در این خانواده وجود داشته است.
- استاد محمد معمار: وی در گسترش معماری بستکی در کشورهای حاشیهٔ خلیج فارس نقش کلیدی داشت. او به همراه محمدصالح البناء از معماران محلهٔ البستکیه(بستکیه) در دبی بود. همچنین، آثار بسیار زیادی را در منطقه بستک خلق کرد که می‌توان به طاق نصرت بستک، کنده‌کاری‌ها و گچ‌بری‌های قدیم شهرداری بستک، مسجد جامع قدیم بستک و بسیاری از مساجد منطقه، بسیاری از آرامگاه‌های منطقه و… اشاره کرد.
- استاد محمدصالح معمار: وی نیز از معماران برجستهٔ آن دوران بود و آثار مهمی را با اصل معماری بستکی از خود بر جای گذاشت. از جمله خانه محمد اعظم خان بنی عباسیان، بادگیر منزل شیخ محمدامین بنی عباسی و…. پس از گذشت سال‌ها، برخی این آثار همچنان زیبایی‌های خود را حفظ کرده و به نمایش گذاشته‌اند.
- استاد حاجی محمدامین ملاحسن مؤسس: ایشان از معماران برجستهٔ جنوب ایران و بحرین بودند که آثار بسیار زیبایی را به خصوص در بحرین از خود بر جای گذاشتند. عمارت باشکوه فاروق عرشی بستکی در بحرین که از مجلل‌ترین بناهای آن کشور به‌شمار می‌رفته است و بسیاری از خانه‌ها و بناهای دیگر با نظارت ایشان بنا شده است.
- محمد طیب هوشمند
- احمد سلامی
- احمد حبیبی
- مجرم بستکی
- همت بستکی
- فایز بستکی
- حسن دِلَر

## سیاستمداران و فرمانروایان بستکی

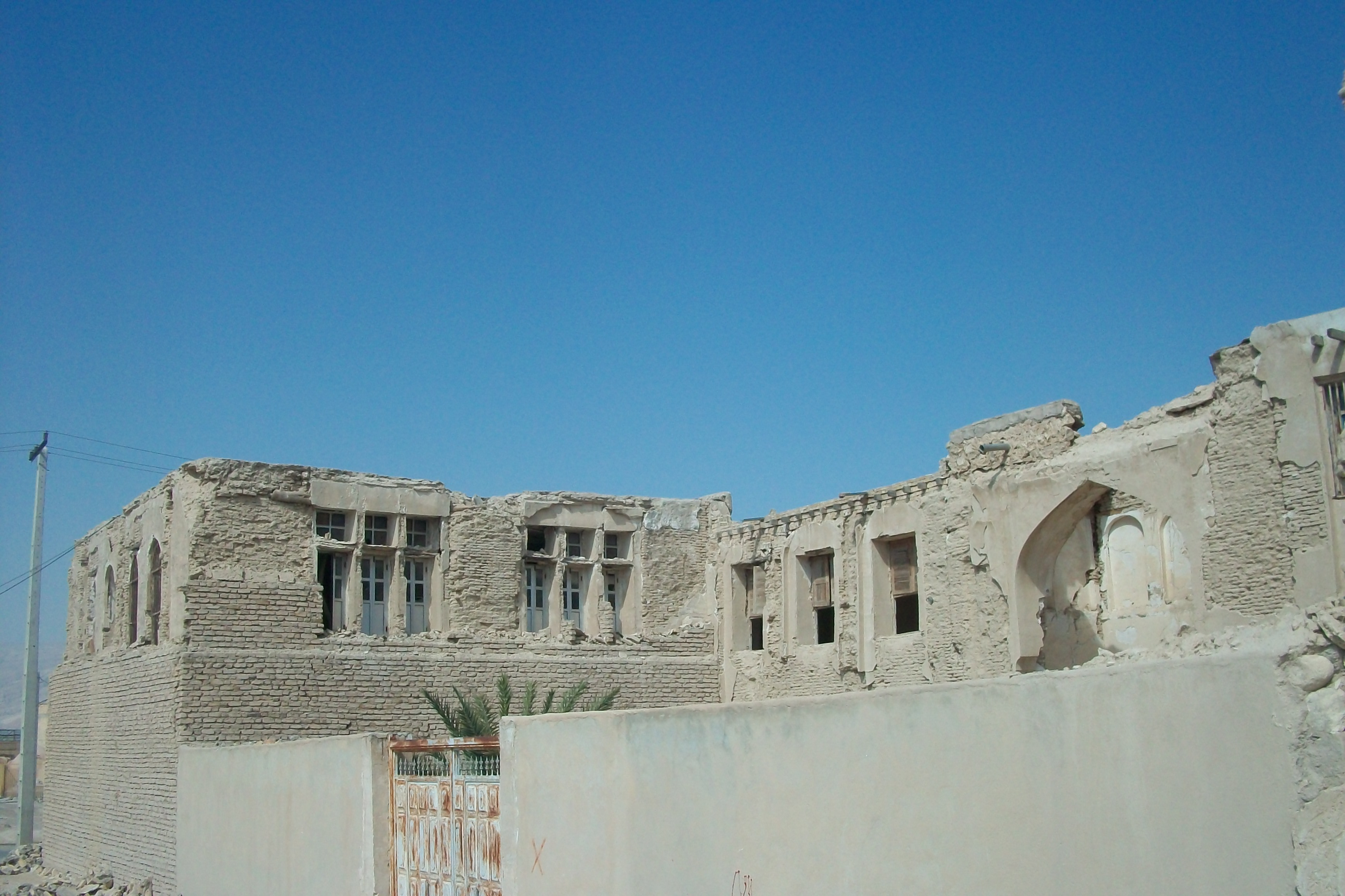
قلعه تاریخی خان بستک

### شیخ محمد سعید بستکی
شیخ محمد سعید فرزند شیخ عبدالقادر بستکی زاده ۱۰۹۶ هجری قمری بستک. دوران تحصیلش را در بستک و گچویه فرامرزان، با شیخ احمد مدنی گذرانیده است. شیخ محمد سعید مدت ۱۲ سال حاکم لارستان بود. فوت شیخ محمد سعید در روز هیجدهم رجب سال ۱۱۵۲ هجری قمری، در سن ۴۸ سالگی در لار روی داده و در بقعه «پیر براق» در یک فرسخی جنوب لار مدفون است. فوت گویا بر اثر مسمویت بوده است. اولاد و نوه‌های او هم‌اکنون در شهر جناح و بستک سکنی دارند که به شیخان معروفند.

### شیخ محمد خان بستکی
شیخ محمد خان زاده ۱۱۱۳ هجری قمری در بستک یکی از پسران شیخ عبدالقادر بستکی که همزمان با حکومت برادرش شیخ محمد سعید در لار او نیز در بستک که از ابتدا در آنجا ساکن بوده بساط فرمانروایی به پا کرد. شیخ محمد خان که بعدها به شیخ محمد خان بزرگ معروف شد ۴۸ سال از عمر خود را برخلاف اجدادش که در زاویه‌ها گذراندند در جنگ و حکومت به‌سر برده است. وی در سال ۱۱۹۷ هجری قمری در سن ۸۴ سالگی در بستک در گذشت و جسدش به گٓچُویه منتقل و در بارگاه شیخ عبدالقادر بستکی مدفون گردیده است.

### هادی خان بستکی
هادی خان (.... ـ ۱۲۱۸) هجری قمری. نام کامل وی (هادی خان بن شیخ محمد خان بزرگ بن شیخ عبدالقادر بستکی بن شیخ حسن بستکی). هادی خان در قصبهٔ بستک زاده شد. تحصیلاتش را در علوم فارسی و عربی و دینی در شیراز انجام داده، پس از مراجعت به بستک و فوت پدرش به حکومتی بستک وجهانگیریه و بنادر و جزایر شیبکوه و عباسی منصوب شد. زمان وی مصادف با قیام آغا محمد خان قاجار و اختلاف و جدال با زندیه بود. هادی خان در لشکر کشی لطفعلی خان زند به لار که منجر به تسلیم پسران نصیر خان لاری در سال ۱۲۰۱ هجری قمری گردید، به‌حضور لطفعلی خان زند رسیده وفرمان حکومت لارستان و بنادر را از وی دریافت کرده است. هادی خان در مسافرت به بنادر لنگه اختلاف بین مشایخ قواسم و مرزوقی را در مورد استفاده از علفچر جزایر فرور، سری و ابوموسی رفع نمود. وی دختر شیخ سلیمان مرزوقی را به‌عقد خود درآورد. هادی خان بیشتر وقت خود را در بنادر می‌گذراند و عوارض گمرکات بندرعباس را از مشایخ مسقط که اجازهٔ اداره امور گمرک را گرفته بودند وصول نمود.

### سرتیپ شیخ عبدالنور بستکی
شیخ عبدالنور بستکی فرزند هادی خان به سال ۱۱۶۱ هجری قمری در بستک زاده شد. پس از تحصیلات مقدماتی، در زمان ولیعهدی فتحعلی شاه قاجار در شیراز، بدستور پدرش به همراه مالیات (خراج) دیوانی به شیراز فرستاده می‌شود. بعلت کسری مالیات، شیخ عبدالنور در گرو مالیات در شیراز محجوز می‌شود. در این مدت بادامه تحصیل علوم عربی و ضمناً به آموزش تعلیمات نظامی و لشکری نیز می‌پردازد. ومورد توجه فتحعلی شاه واقع می‌گردد. سپس با اخذ اجازه به بستک بر می‌گردد. چون جنگ فی‌مابین ایران و روس درگرفت به‌فرمان فتحعلی شاه شیخ عبدالنور با جمعیت کثیری از تفنگداران و سواران جهانگیریه و لارستانی به تهران اعزام می‌شوند که در جنگ‌های ده ساله ایران و روس شرکت کنند. شیخ عبدالنور با درجهٔ سرتیپی در رکاب عباس میرزا ولیعهد و فرمانده کل قوای ایران به جنگ روس‌ها رفت. در این جنگ قشون روس شکست خورده و عباس میرزا و لشکریانش با فتح و پیروزی به تبریز مراجعت می‌کنند. در سال ۱۲۱۷ هجری قمری باز فرمان بسیج عمومی صادر شد و سرتیپ شیخ عبدالنور به سپاه عباس میرزا پیوست و در جنگ‌های شمال با کمال رشادت و جلادت به خرج داد تا اینکه در سال ۱۲۲۷ هجری قمری کشته شد وعده‌ای از جماعت لاری وجهانگیریه نیز کشته شدند وما بقی در همان‌جا سکونت کردند

### محمد رفیع خان بستکی
محمد رفیع خان فرزند هادی خان (۱۱۶۳–۱۲۳۸) هجری قمری. وی در سال ۱۲۱۷ هجری قمری پس در گذشت پدرش زمام حکومتی و فرمانروائی بستک وجهانگیریه بدست گرفت. در همین سال از طرف فتحعلی شاه قاجار به پیشنهاد والی فارس، فرمان حکومتی جهانگیریه و بنادر و جزایر شیبکوه و بندر لنگه نیز بافتخار وی شرف صدور یافت.

### احمد خان بزرگ
احمد خان فرزند ارشد محمد رفیع خان (۱۲۰۸–۱۲۶۵) هجری قمری از حاکمان بستک و جهانگیریه و لارستان در جنوب ایران در دوران فتحعلی شاه قاجار بود. احمد خان از سال ۱۲۲۹ قمری که جوانی رشید و ۲۱ ساله بود با دریافت فرمان فتحعلی شاه قاجار رسماً حاکم بستک و جهانگیریه و بنادر و جزایر عباسی و بندر لنگه گردید و با برقراری به پیشرفت امور تجاری و کشاورزی بستک ودهات آن پرداخت، احمد خان با تفنگدارانی جسور که در اختیار داشت توانست در تمامی حوزهٔ فرمانروائی خود امنیت کامل و استقرار بر قرار سازد. بعد از دو سال دیگر یعنی در سال ۱۲۳۱ قمری به فرمان مجدد فتحعلی شاه قاجار حکومتی تمام خطه لارستان و بنادر به نام احمد خان صادر می‌شود و به «احمد خان بزرگ» ملقب می‌گردد. احمد خان در بیست و هفت سال حکمرانی خود بسیار مشهور گردید.

### مصطفی خان بستکی
مصطفی خان (زاده ۱۲۳۵ه‍.ق بستک، درگذشته ۱۲۹۹ه‍.ق بستک) ملقب به فایز بستکی حاکم بستک، جهانگیریه و لارستان بوده است.

### محمد تقی خان
محمد تقی خان فرزند مصطفی خان ملقب به «صولت الملک» زاده ۱۲۷۲ قمری بستک، درگذشته ۱۳۴۶ بستک. مدت ۴۱ سال حاکم بستک و جهانگیریه بوده است.

### محمد رضا خان بستکی
محمد رضا خان در سال ۱۲۹۸ هجری قمری در بستک زاده شد. تحصیلات خودرا در مکتب خانه شیخ عبداللطیف و مشایخ دیگر بنی عباسی در بستک فرا گرفت و در علوم عربی و فارسی و معقول و منقول آشنائی پیدا کرده، شعر هم می‌سروده، به مطالعه علاقه فراوان داشت شخصی مدبر و سیاستمدار ومردم دار بوده است. محمد رضا خان بر اثر لیاقت و شایستگی مورد توجه فرمان فرمای فارس قرار گرفته و در حال حیات پدرش به حکمرانی لار از ۱۳۳۶ تا سال ۱۳۳۷ منصوب می‌شود، و بعداً نیز در سال ۱۳۴۰ و ۱۳۴۱ هجری قمری به موجب حکم وزارت داخله حاکم بندر لنگه می‌گردد. پس از فوت پدرش حکمرانی بستک را عهده‌دار می‌شود. محمد رضا خان بعدها ملقب به سطوت الممالک می‌گردد. در سال ۱۳۳۴ هجری قمری همراه اردوی حبیب‌الله قوام‌الملک شیرازی که از طریق بوشهر با کشتی انگلیسی به بندر لنگه آمده بود پس از توقف در بستک که برای سرکوبی ژاندارم‌های یاغی عازم لار بود محمد رضا خان هم در این جریان شرکت نموده و درآنجا امور حکمرانی کهورستان و رویدرات «روئیدر» دریافت می‌دارد. وی در سال ۱۳۲۲ خورشیدی در شیراز وفات یافت و در جوار آرامگاه علی ابن حمزه شیراز مدفون گردید.

### محمد اعظم خان بستکی
محمداعظم خان فرزند محمد رضا خان بنی عباسیان در سال ۱۲۸۳ خورشیدی در بستک زاده شده است، وی از تاریخ قرن اخیر لارستان و بنادر و جزایر خلیج فارس و وقایع آن اطلاع ذی‌قیمت داشته است که ثمره آن تألیف کتاب تاریخ جهانگیریه وبنی عباسیان بستک است. محمد اعظم خان با ادبیات عربی و فارسی آشنایی کامل داشته است و یادداشت‌هایی در موضوعات مختلف تهیه کرده بوده است. او در سال‌های اخیر عمر که باز نشسته بود به مطالعه پرداخته وسر انجام در تابستان سال ۱۳۴۶ خورشیدی در عمر ۶۳ سالگی در بستک وفات نمود.

## جغرافیا
طول جغرافیائی شهر بستک ۵۴ درجه و ۲۳ دقیقه و عرض آن ۲۷ درجه ۱۴ دقیقه است ارتفاعش از سطح دریا ۲۱۲۰ گز است.
حدود وسعت شهرستان بستک با ۵۹/۵۵۲۵ کیلومتر مربع وسعت و در غرب استان هرمزگان در جنوب ایران واقع شده است. شهرستان بستک از شمال شهرستان لار، و از جنوب شهرستان بندر لنگه، و از مغرب شهرستان لامرد و از سمت مشرق به شهرستان بندرعباس محدود می‌گردد.

## وضعیت توپوگرافی
شهرستان بستک از جمله ناهموارترین مناطق استان هرمزگان است به گونه‌ای که برخی از ناهموارترین و بلندترین ارتفاعات استان در این شهرستان واقع شده است. دامنه ارتفاعات کمتر از ۱۰۰ متر تا بیش از ۲۰۰۰ متر تا ۳۰۰۰ متر، کوه گاه‌بست و کوه سیاه در شمال شهرستان، و کوه ناخ و زنگارد در جنوب شرقی شهرستان، پراکندگی دارد که در این میان کمترین وسعت مربوط به طبقه ارتفاعی کمتر از ۱۰۰ متر با ۲٪ بوده و بیشتر آن مربوط به طبقه ارتفاعی ۴۰۰ تا ۵۰۰ متر با ۲۴٪ است. همچنین ۱۵٪ وسعت بخش نیز در ارتفاعی بیش از ۱۰۰ متر قرار گرفته است.

## موقعیت اقلیمی
شهر بستک به علت نزدیکی به خلیج فارس و نزدیکی به منطقه حاره و داشتن موقعیت کوهستانی، دارای ویژگی‌های اقلیمی مخصوص به خود است، با توجه به موقعیت منطقه دارای آب وهوای گرم و خشک در تابستان، و سرد و خشک در زمستان است. شهر بستک به علت نزدیکی به مدار خط السرطان دارای آب وهوای گرم و خشک به لحاظ تقسیم‌بندی اقلیمی است. میانگین درجه حرارت در طول دوره آماری ۵/۴۹ درجه سانتیگراد وحد اقل مطلق آن صفر درجه سانتیگراد است. اصولاً آب وهوای منطقه گرم است از این جهت منطقه بستک منطقه «گرمسیر» یا «گرمسیرات» نامیده شده است. قسمت اعظمی از روزها ی سال گرمای هوایش از حد مطلوب ومورد نیاز یعنی ۲۵ درجه است. به‌طوری‌که حدود ۳۰۰ روز از روزهای سال از گرمای بیش از حد مطلوب برخوردار است.

## بارندگی و رطوبت و روزهای یخبندان
در تقسیمات اقلیمی، شهر بستک دارای اقلیمی گرم و خشک است. متوسط بارندگی سالانه حدود ۱۰۰ تا ۲۰۰ میلی‌متر و در بعضی از سال‌ها کمتر هم می‌شود. حد اکثر بارندگی درماه‌های تابستان میزان رطوبت به‌طور چشم‌گیری افزایش می‌یابد و این امر موجب می‌شود که هوا دم کرده و طاقت فرسا گردد. ضمن اینکه رطوبت تابستان موجب تشکیل شبنم سحرگاه و مه صبحگاهی شده و به برکت آن گیاهان این منطقه خشک به حیات خود ادامه می‌دهند. در زمستان در برخی مواقع از زمان در قله‌های برخی از کوه‌های شهرستان بست بستک مانند: قله کوه گاه‌بست و قله کوه ناخ یخ می‌بندد، همچنین بر روی آبهایی که در ظرف‌های مکشوف و در اماکن باز گذاشته باشد نیز از شدت سرما یخ می‌بندد.

## پوشش گیاهی
اغلب اراضی شهرستان بستک دارای قابلیت مرتعی است ومناسب‌ترین اراضی جهت استفاده‌های مرتعی و برداشت علوفه محسوب می‌شوند. محدودیت‌های عمده این اراضی شیب بسیار تند، فرسایش بسیار زیاد محدودیت عمق خاک، پستی و بلندی و ناهمواری، وجود سنگریزه، شوری و قلیایی بودن، محدودیت آب زیر زمینی و خطرات سیل‌گیری است که با عملیاتی همچون حفاظت از حوز آبخیز، کنترل چرا، رعایت اصول مرتعداری، احیاء و توسعه مراتع، جلوگیری از فرسایش، تسطیح در قسمت خاکدار، احداث سیستم زهکشی، اصلاح اراضی تأمین آب مورد نیاز می‌توان تا حد زیادی این مشکلات را رفع نموده و بر توانمندیهای اراضی افزود.

## خدمات عمومی و زیربنایی
باتوجه به تقسیمات سیاسی جدید و تشکیل سه بخش: کوخردهرنگ و مرکزی و جناح، بستک در شهرستان و قطب بندی سیاسی در منطقه، خدمات عمومی وزیر بنایی توزیع گردیده است.
مطالعات انجام شده در خصوص نرخ باسوادی شهرستان بستک نشان می‌دهد که براساس سر شماری عمومی سال ۱۳۷۵ شهرستان بستک دارای ۵/۷۵ در صد نرخ باسوادی در گروه مردان و ۹۲/۶۳ در صد نرخ باسوادی در گروه زنان بوده است.
آمارهای مربوط به وضعیت آموزش جمعیت روستایی شهرستان بستک گویای این مطلب است که ۹۴/۶۶ در صد جمعیت ۶ تا ۲۴ ساله شهرستان بستک در سال ۱۳۷۵ در حال تحصیل بوده‌اند.
براساس آخرین سر شماری عمومی نفوس و مسکن ۱۳۷۵ خورشیدی جمعیت شهرستان بستک ۴۹۶۷۶ نفر گزارش کرده است.

## فهرست منابع و مآخذ
- حاج علی اکبر پیام بستکی (۱۳۵۹)، فرهنگ بستکی، تهران: انتشارات هفته
- محمدیان، کوخردی، محمد، “ (الإمارات عبر التاریخ) “، ج۱. سال انتشار ۲۰۰۸ میلادی به (عربی).
- محمدیان، کوخردی، محمد،  «شهرستان بستک و بخش کوخرد» ، ج۱. چاپ اول، دبی: سال انتشار ۲۰۰۵ میلادی.
- عباسی، قلی، مصطفی،  «بستک وجهانگیریه»،  چاپ اول، تهران: ناشر: شرکت انتشارات جهان معاصر، سال ۱۳۷۲ خورشیدی.
- سلامی، بستکی، احمد.  (بستک در گذرگاه تاریخ)  ج۲ چاپ اول، ۱۳۷۲ خورشیدی.
- نگاره‌ها از:عبدالغفار علی رضائی و محمد محمدیان.
- بالود، محمد.  (فرهنگ عامه در منطقه بستک)  ناشر همسایه، چاپ زیتون، انتشار سال ۱۳۸۴ خورشیدی.
- مهندس: موحد، جمیل. (بستک و خلیج فارس) چاپ اول، تهران: سال انتشار ۱۳۴۹ خورشیدی.
- بنی عباسیان، بستکی، محمد اعظم،  «تاریخ جهانگیریه»  چاپ تهران، سال ۱۳۳۹ خورشیدی.
- حسین نوربخش (۱۳۵۸)، بندرلنگه در ساحل خلیج فارس، بندرعباس: ابن سینا
- الکوخردی، محمد، بن یوسف، (کُوخِرد حَاضِرَة اِسلامِیةَ عَلی ضِفافِ نَهر مِهران Kookherd, an Islamic District on the bank of Mehran River) الطبعة الثالثة، دبی: سنة ۱۹۹۷ للمیلاد.
- رحمة، عبدالرحمن، عبدالله، “ (الإمارات فی ذاکرة أبنائها) “، جلد دوم. چاپ القراءة للجمیع للنشر والتوزیع، ابوظبی:، انتشار سال ۱۹۹۰ میلادی.
- محمدیان، کوخری، محمد، “ (به یاد کوخرد) “، ج۱. ج۲. چاپ اول، دبی: سال انتشار ۲۰۰۳ میلادی.
- بختیاری، سعید،  «اتواطلس ایران» ، “ مؤسسه جغرافیایی وکارتگرافی گیتاشناسی، بهار ۱۳۸۴ خورشیدی.
- محمد، صدیق «تارخ فارس» صفحه‌های (۵۰ ـ ۵۱ ـ ۵۲ ـ ۵۳)، چاپ سال ۱۹۹۳ میلادی.
- اطلس گیتاشناسی استان‌های ایران [Atlas Gitashenasi Ostanhai Iran] (Gitashenasi Province Atlas of Iran)